# مرلي بارك
مرلي بارك (بالإنجليزية: Merle Park)‏ هي راقصة بريطانية، ولدت في 8 أكتوبر 1937 في هراري في زيمبابوي.

## وصلات خارجية
- مرلي بارك على موقع مونزينجر (الألمانية)